# میکو رونکاینن
میکو رونکاینن (فنلاندی: Mikko Ronkainen؛ زادهٔ ۲۵ نوامبر ۱۹۷۸) اسکی‌باز نمایشی اهل فنلاند بود.
وی در مسابقات کشوری و بین‌المللی در مجموع برندهٔ ۲ مدال طلا، ۱ مدال نقره شده‌است.